# Arsienij Jakowlew
Arsienij Michajłowicz Jakowlew (ur. 1915 we wsi Pietruszyno w powiecie twerskim w guberni twerskiej, zm. ?) – funkcjonariusz radzieckich organów bezpieczeństwa, jeden ze sprawców zbrodni katyńskiej.

## Życiorys
Miał wykształcenie niepełne średnie, od 1936 służył w Armii Czerwonej, w 1940 był nadzorcą Zarządu NKWD obwodu kalinińskiego. Wiosną 1940 uczestniczył w mordowaniu polskich więźniów z obozu w Ostaszkowie, za co 26 października 1940 ludowy komisarz spraw wewnętrznych ZSRR Ławrientij Beria przyznał mu nagrodę pieniężną. W 1943 pracownik Zarządu Kolonii Pracy Poprawczej Zarządu (OITK) NKWD obwodu iwanowskiego, od 1943 członek WKP(b), w 1947 w szkole Gułag MWD w Kujbyszewie, w 1952 instruktor wydziału operacyjnego OITK Zarządu MWD obwodu kalinińskiego, 4 maja 1953 z powodu choroby zwolniony do rezerwy ze stanowiska instruktora sztabu zmilitaryzowanej ochrony strzeleckiej Zarządu Sprawiedliwości obwodu kalinińskiego. 7 grudnia 1957 ponownie przyjęty do czynnej służby w MWD jako inspektor ds. uzbrojenia w wydziale materiałowo-technicznym Oddziału Gospodarczego (ChOZO) Zarządu Spraw Wewnętrznych Kalinińskiego Obwodowego Komitetu Wykonawczego. Od 2 września 1943 młodszy porucznik, od 17 lutego 1947 porucznik bezpieczeństwa państwowego, później starszy porucznik. 
Odznaczony Orderem Czerwonej Gwiazdy (20 marca 1952) i Medalem „Za zasługi bojowe” (6 sierpnia 1949).